# Pedopenna
Pedopenna is een geslacht van theropode dinosauriërs behorend tot de groep van de Eumaniraptora dat tijdens het Late Jura of wellicht het Vroege Krijt leefde in het huidige Binnen-Mongolië. 

## Vondst en naamgeving
In 2002 vond een team van het Institute of Vertebrate Paleontology and Paleoanthropology het fossiel van een kleine theropode bij het dorp Daohugou.
De typesoort Pedopenna daohugouensis is in februari 2005 benoemd en  beschreven door de paleontologen Xu Xing en Zhang Fucheng. De geslachtnaam is afgeleid van het Latijn pes, "voet", en penna, "slagpen". De soortaanduiding verwijst naar de Daohugoubedden.
De fragmentarische vondst, holotype IVPP V.12721, is gevonden in de Daohugoulagen waarvan de datering zeer omstreden is. Volgens sommige onderzoekers behoort de Jiulongshanformatie waarin het fossiel gevonden is tot meerafzettingen uit het Bathonien-Kimmeridgien van het Jura. Anderen echter plaatsen de formatie in het Onder-Krijt. Het holotype bestaat uit een enkele rechtervoet en aangrenzende stukken van het onderbeen platgedrukt op een plaat en tegenplaat. Het bewaart aldus de onderkanten van scheenbeen en kuitbeen, het sprongbeen en hielbeen, alle vijf middenvoetsbeenderen en alle vier de tenen. Daarnaast zijn uitgebreide resten van een verenkleed bewaard alsmede enkele schubben. Beide platen zijn gaaf, zonder breuken.

## Beschrijving

### Grootte en onderscheidende kenmerken
Het holotype vertegenwoordigt een klein individu, ongeveer net zo groot als een vogel en in ieder geval korter dan één meter. Het derde middenvoetsbeen heeft een lengte van 57,8 millimeter.
Xu en Zhang gaven één autapomorfie aan, unieke afgeleide eigenschap. Het eerste kootje van de eerste teen, bij verwanten meestal vrij kort, is zeer langwerpig, 7,2 maal langer dan de breedte van het midden van de schacht.

### Skelet
Het scheenbeen vormt een tibiotarsus. De voet als geheel is vrij slank. De eerste teen is laag gepositioneerd maar niet geopponeerd. De tweede teen heeft geen echte opgetrokken sikkelklauw zoals blijkt uit het feit dat het tweede kootje duidelijk langer is dan het eerste en een "hiel" mist. Wel is de tweede voetklauw de grootste. Het vijfde middenvoetsbeen is kort, net als bij Troodontidae en vogels. Het vierde middenvoetsbeen mist een beenplaat langs de binnenste achterzijde. De middenvoet is "subarctometatarsaal" in de zin dat het derde middenvoetsbeen bovenaan wel versmald is maar het tweede en vierde elkaar niet raken. De drie centrale middenvoetsbeenderen zijn ongeveer even lang. De derde voetklauw is slank. De onderste gewrichtsvlakken van de voorlaatste teenkootje zijn wat naar de zoolzijde verschoven wat de voet in stat stelt takken te omklemmen.

### Verenkleed
Het fossiel is opmerkelijk door de aanwezigheid van tot vijfenvijftig millimeter lange penveren op de middenvoetsbeentjes, waar ook de geslachtsnaam (te lezen als "veervoet") naar verwijst. Ze zijn zichtbaar als een uitwaaierende halo aan de zoolzijde van de middenvoet. De veren zijn ongeveer zo lang als de voet en symmetrisch, dus korter dan de asymmetrische veren van Microraptor. Ze zijn wel echte penveren met stijve schacht en vlaggen met baardjes. Hun lengte is gemiddeld vijfenveertig millimeter; de onderste zijn een centimeter langer. Hun aantal is door overlapping slecht vast te stellen maar lijkt dat bij Microraptor te overtreffen. Ze buigen licht in de richting van de tenen. Ze zijn smaller dan bij Microraptor. Dichter bij de middenvoet lijkt een laag kortere dekveren aanwezig te zijn.
Dat de veren talrijker, symmetrischer, korter en slapper zijn dan bij Microraptor, wijst er volgens Xu op dat ze geen vliegfunctie meer hadden. Volgens hem was de laatste gemeenschappelijke voorouder van de Paraves echter een vliegen vorm met vier functionele vleugels waaronder twee aan de achterpoten. Bij Pedopenna zouden die laatste dan gedegenereerd zijn. Wellicht hadden ze nog een functie bij het beschermen van het dier tegen een prooi, als isolatie of om mee te pronken.
De vleugels aan de achterpoten waren volgens Xu onverenigbaar met een leven als bodemdier. Pedopenna en verwanten zouden dus primair boombewoners geweest zijn. Dat zou ook in overeenstemming zijn met de aanpassingen om takken te omklemmen zoals de lange voorlaatste teenkootjes, de in het algemeen slanke teenkootjes, de smallere en krommere voetklauwen met gewrichtsvlakken aan de zoolzijde. Dit zou overigens buiten China geen populaire hypothese worden.
Bij het derde kootje van de derde teen zijn schubben bewaard.

## Fylogenie
De precieze verwantschap van Pedopenna is onzeker. Xu zelf meent dat de soort zeer nauw aan de vogels verwant is. Zijn analyse vond de soort binnen de Paraves in een trichotomie met de Avialae en de Deinonychosauria. Ondanks de veren leidden de overige kenmerken ertoe dat in sommige analyses het beest echter niet tot de vogels behoort, maar vrij basaal in de Deinonychosauria staat, wat dan een bewijs zou zijn dat er al vroeg kleine soorten van die groep bestonden, iets wat in 2005 nog onzeker was. In 2014 maakten nieuwe analyses de zaak nog onzekerder. Stephen Brusatte vond Pedopenna als lid van de Scansoriopterygidae maar Christian Foth vond haar dat jaar basaal in de Avialae als nauwe verwant van Anchiornis en Eosinopteryx.
Een ander probleem betreft de precieze datering van de Daohugouformatie: als die zo oud is als de Jura, geeft Pedopenna belangrijke directe informatie over de vroege evolutie van de Eumaniraptora.